# La emoción nos une
La emoción nos une es el título de un anuncio publicitario audiovisual realizado por la agencia de publicidad Fahrenheit DDB para la plataforma de televisión por pago Movistar TV en 2020. El anuncio trata de una tensión familiar entre un padre y el novio de su hijo y cómo se resuelve a través del fútbol. Es la primera publicidad de una operadora en Perú que muestra a una pareja homosexual como protagonista.

## Argumento
Un chico gay llega a su casa con su novio y se encuentra a su padre viendo fútbol. Se lo presenta rápidamente y los deja solos; ambos, novio y suegro, descubren que tienen la misma pasión por el fútbol.

## Producción
El anuncio fue publicado el 11 de marzo de 2020  a través de diferentes plataformas digitales, redes sociales y medios de comunicación tradicionales, como la televisión. La agencia de publicidad Fahrenheit DDB se centró en la normalización de las personas homosexuales como consumidores del producto, lo que significó un reto en una sociedad conservadora, como la peruana.
Uno de los protagonistas del anuncio es el actor Josué Parodi, quien también es uno de los conductores del podcast Calla Cabro.

## Reacciones
La emisión del anuncio, a través de canales de señal abierta y por televisión de pago, duró aproximadamente un mes. En YouTube tuvo unas 2 millones de reproducciones.